# Бистрица (Гърция)
Вижте пояснителната страница за други значения на Бистрица.
Бистрица (на гръцки: Αλιάκμονας, Алиакмонас, на старогръцки: Ἁλιάκμων, Халиакмон, катаревуса: Ἁλιάκμων, Алякмон, на турски: İnce Karasu, Индже Карасу, на латински: Haliacmon) е най-дългата изцяло гръцка река, с дължина 388 km.

## Географска характеристика

### Имена
В българските източници Бистрица е Рулската река, а Нестрамската е неин приток наричан, Белица. В 1910 година Георгиос Панайотидис, учител в Цотилската гимназия, нарича Нестрамската река Велица (Βέλιτσα).

### Извор, течение и устие
Река Бистрица води началото си на 2075 m н.в., от източното подножие на граничния връх Чукарец (2520 m), най-високата точка на планината Грамос (най-северната част на планинската система Пинд), в Северозападна Гърция, в близост до границата с Албания.
Бистрица напуска алпийската долина на Грамоща през скалистото ждрело Катафики и заобикаля от северозапад, север и североизток планината Горуша (Войо) в много дълбоко и тясно дефиле. В района на село Нестрам (Несторио) излиза от пролома и навлиза в югозападната част на Костурската котловина. На 3 km югозападно от град Костур (Кастория) рязко завива на югоизток и тече в значително по-широка долина, в която силно меандрира (планински меандри), между планините Пинд на югозапад и Вич (Верно) на североизток. След това долината ѝ отново се стеснява и придобива проломен характер.
В района на село Карперо излиза в малка котловина и рязко завива на североизток. Оттук до навлизането си в Солунското поле отново тече в много тясна, на места каньоновидна долина между планините Червена гора (Вуринос) на северозапад и Хасия и Фламбуро (Пиерия) на югоизток, като в този участък долината ѝ почти по цялото си протежение е залята от изградените два големи язовира: Полифитоското и Сфикийското езеро. В района на град Бер (Верия) реката навлиза в югозападната част на Солунското поле, а в района на град Александрия (Гида) завива на югоизток и се влива в Солунския залив чрез обща делта с реките Колудей (Лудиас) и Вардар (Аксиос), на 25 km югозападно от град Солун..

### Водосборен басейн, притоци
На югоизток и юг водосборният басейн на Бистрица граничи с водосборния басейн на река Пеней (Пиниос, от басейна на Егейско море), на югозапад и запад – с водосборните басейни на реките Вьоса и Семани (от басейна на Адриатическо море), а на север и североизток – с водосборните басейни на реките Вардар (Аксиос) и Колудей (от басейна на Егейско море) и други по-малки реки, вливащи се в безотточната област в Северозападна Гърция.
Река Бистрица получава множество предимно къси притоци:
| Име                                    | Име              | Ляв/Десен |
| -------------------------------------- | ---------------- | --------- |
| Линотопска река                        | Ρέμα Λινοτοπίου  | десен     |
| Баруга                                 | Μπαρούγκα        | ляв       |
| Стара река                             |                  | ляв       |
| Слимнишка река                         | Ρέμα Τριλόφου    | ляв       |
| Келарина (Пилкатска река)              | Kελαρίνα         | ляв       |
| Голема река (Омотска река)             | Μέγα Ρέμα        | ляв       |
| Тухолска река                          | Πριόνια          | десен     |
| Маврия                                 | Μαυρίας          | десен     |
| Личотерска река                        | Ρέμα Λιτσοτερίου | десен     |
| Досница (Кленика)                      | Αμμόρεμα         | ляв       |
| Бабин дол                              | Κοντόρεμα        | десен     |
| Цванец                                 | Ἀσπρόρεμα        | десен     |
| Стенска река                           | Στενοπόταμος     | ляв       |
| Меленик                                |                  | ляв       |
| Лярос (Галищка река)                   |                  | десен     |
| Галоши камен                           |                  | десен     |
| Чърешново                              | Πτελέας Ρέμα     | ляв       |
| Чърчищка река                          | Κρανιά           | ляв       |
| Рулска река                            | Λαδοπόταμος      | ляв       |
| Галешово                               | Στραβοπόταμος    | десен     |
| Местрапони                             |                  | десен     |
| Папулия (Сурка)                        | Παπούλια λάκκος  | десен     |
| Лагорска река                          | Λάκκος Λάγουρης  | десен     |
| Питарова река                          | Βαθύλακκος       | десен     |
| Беливод                                | Βέλος            | десен     |
| Гьоле                                  | Γκιόλε           | ляв       |
| Транос Лакос                           | Τρανός Λάκκος    | ляв       |
| Луца                                   |                  | ляв       |
| Порос                                  | Πόρος            | ляв       |
| Лимбини                                | Λιμπίνι          | десен     |
| Мирихос                                | Μύριχος          | ляв       |
| Праморица                              | Πραμόριτσα       | десен     |
| Червена                                | Τσερβένα         | ляв       |
| Сарандапорос                           | Σαραντάπορος     | ляв       |
| Друмбанда                              | Ντρουμπάντα      | десен     |
| Гревениотикос                          | Γρεβενιώτικος    | десен     |
| Сопото (Палиопилора, Потамия, Казания) | Ποταμιά          | ляв       |
| Венетикос                              | Βενέτικος        | десен     |
| Сюца (Дзаруна)                         | Σιούτσα          | десен     |
| Винца                                  | Βίντσα           | ляв       |
| Фтелия                                 | Φτελιά           | ляв       |
| Красопулис                             | Κρασοπούλης      | десен     |
| Мъгленица                              | Μογλενίτσας      | ляв       |

### Хидроложки показатели
Река Бистрица има предимно дъждовно подхранване, с характерно за региона високо есенно-зимно и вторично (по-слабо) пролетно пълноводие. Маловодието ѝ е през лятото, от юли до септември.

## Стопанско значение, селища
В горното течение водите на реката се използват предимно за промишлено и битово водоснабдяване, в средното – за производство на електроенергия (ВЕЦ „Полифто 1“ и „Полифито 2“ и „Сфикия“), а в долното – за напояване. Поради това, че по-голямата част от долината на реката представляват дефилета, проломи и каньони, тя е слабо населена и само в по-големите котловини и долинни разширения има малки населени места.